# 哈氏强蟹
哈氏强蟹（学名：Eucrate haswelli）为长脚蟹科强蟹属的动物。分布于澳大利亚以及中国大陆的福建等地，生活环境为海水，一般栖息于水深30-100米左右的泥沙底。其生存的海拔范围为-100至-30米。